# Learn together
「learn together」（ラーン・トゥギャザー）は、AiRIの1枚目のシングル。2011年5月25日にLantisから発売された。

## 概要
2011年4月にUR@NからAiRIに改名したことを発表。個人名義としては最初のシングルとなる。
表題曲はテレビアニメ『30歳の保健体育』のエンディングテーマとして使用された。
本作の発売を記念して2011年6月11日にアニメイト横浜店とAKIHABARAゲーマーズ本店でイベントが開催された。内容はアニメイト横浜店が握手、サインお渡し会、AKIHABARAゲーマーズ本店がミニライブ、握手会となっている。なお参加券はアニメイト横浜店、アニメイト渋谷店、ゲーマーズ池袋店、ゲーマーズ新宿店等で配布された。

## 収録曲
全作曲：宮崎京一
1. learn together [4:01]
作詞：milktub、編曲：宮崎京一
  - AiRI曰く、「明るく楽しく、作品と一心同体で成り立っている曲」で、milktubによる歌詞がドキドキして楽しいため、応援したくなるという[3]
2. Time has come [3:43]
作詞：AiRI、編曲：ms-jacky、宮崎京一
  - AiRI曰く「ライブですごく盛り上がれる曲」で、実際野外でライブしている要する思い描きながら作詞された[3]。
3. You'll never walk alone
作詞：AiRI、編曲：宮崎京一、ms-jacky
  - AiRI曰く「落ち込んだりへこんだりしている時に、無理にではなくそっと少しだけ背中を押してくれるような優しいイメージで書いた。」といい、朝に向かう空の色から白に近いピンクに変化するイメージになっている[3]。